# Xpeng P7
Xpeng P7 (кит. трад. 小鹏P7, піньїнь: Xiǎopéng P7) — майбутній китайський електричний автомобіль компанії Xpeng.

## Перше покоління (E28; 2020)

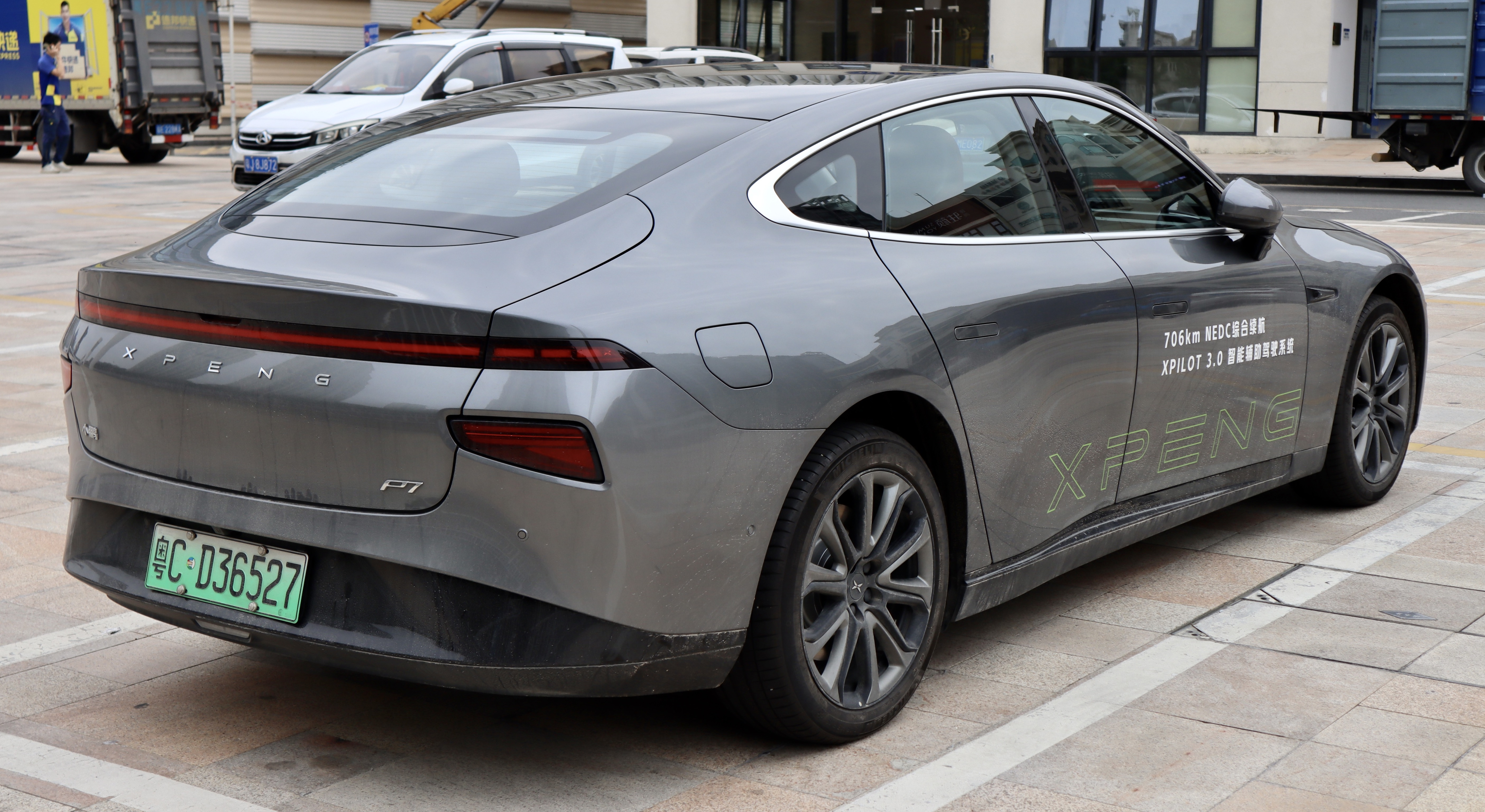
XPeng P7 I, вигляд ззаду

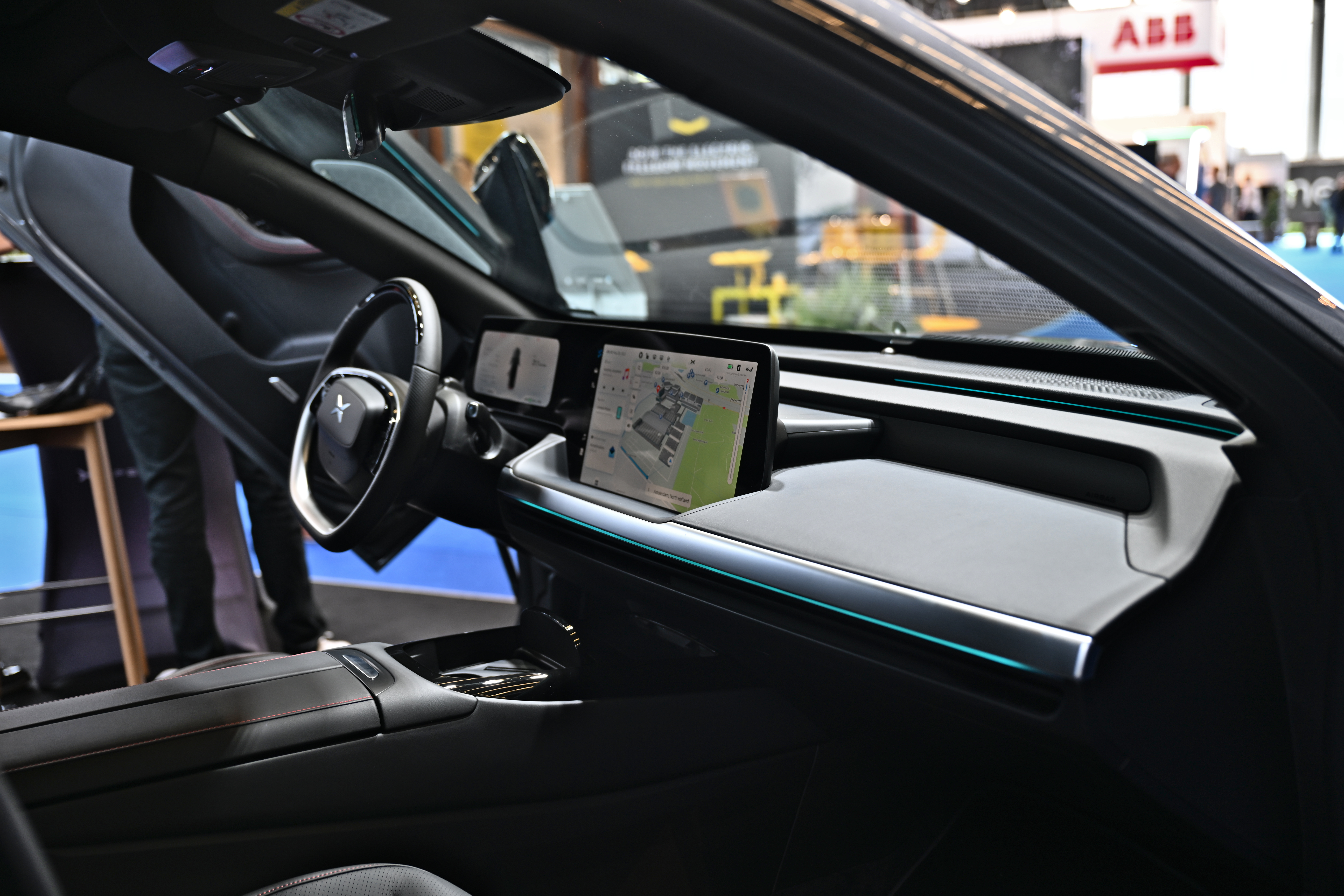

Це друга модель компанії Xpeng після G3, дальність ходу нового купе буде значно покращена у порівнянні з G3, апаратне забезпечення Xpeng P7 підтримуватиме автоматичне керування на рівні L3. В офіційному прес-релізі зазначається, що за розміром Xpeng P7 буде більшим, ніж звичайний автомобіль середнього розміру. Що стосується ресурсу акумулятора, то компанія заявила, що "дальність ходу буде значно більшою" . Xpeng P7 дебютувала на світовому автосалоні в Шанхаї 2019 року.  Автомобіль почнуть постачати в середині 2020 року .
Xpeng P7 — перший розумний автомобіль на платформі Alibaba In-Car Mini APP і перший із цифровою аутентифікацією за стандартами IFAA.

## Батарея та запас ходу
Авто має Lithium ion батарею 80.87kWh . Запас ходу складає 550 км (Standard Range) і 650 км (Long Range). Це один з найдалекохідніших китайських електромобілів станом на 2020 рік. Вартість 31 тис. дол.

## P7 Wing
20 листопада 2021 року на автосалоні в Гуанчжоу було представлено лімітовану версію XPeng P7 Wing. 

Вона має передні двері-ножиці з електроприводом, оснащені радарами з кожного боку для автоматичного виявлення та запобігання зіткненням з перешкодами під час відкривання.

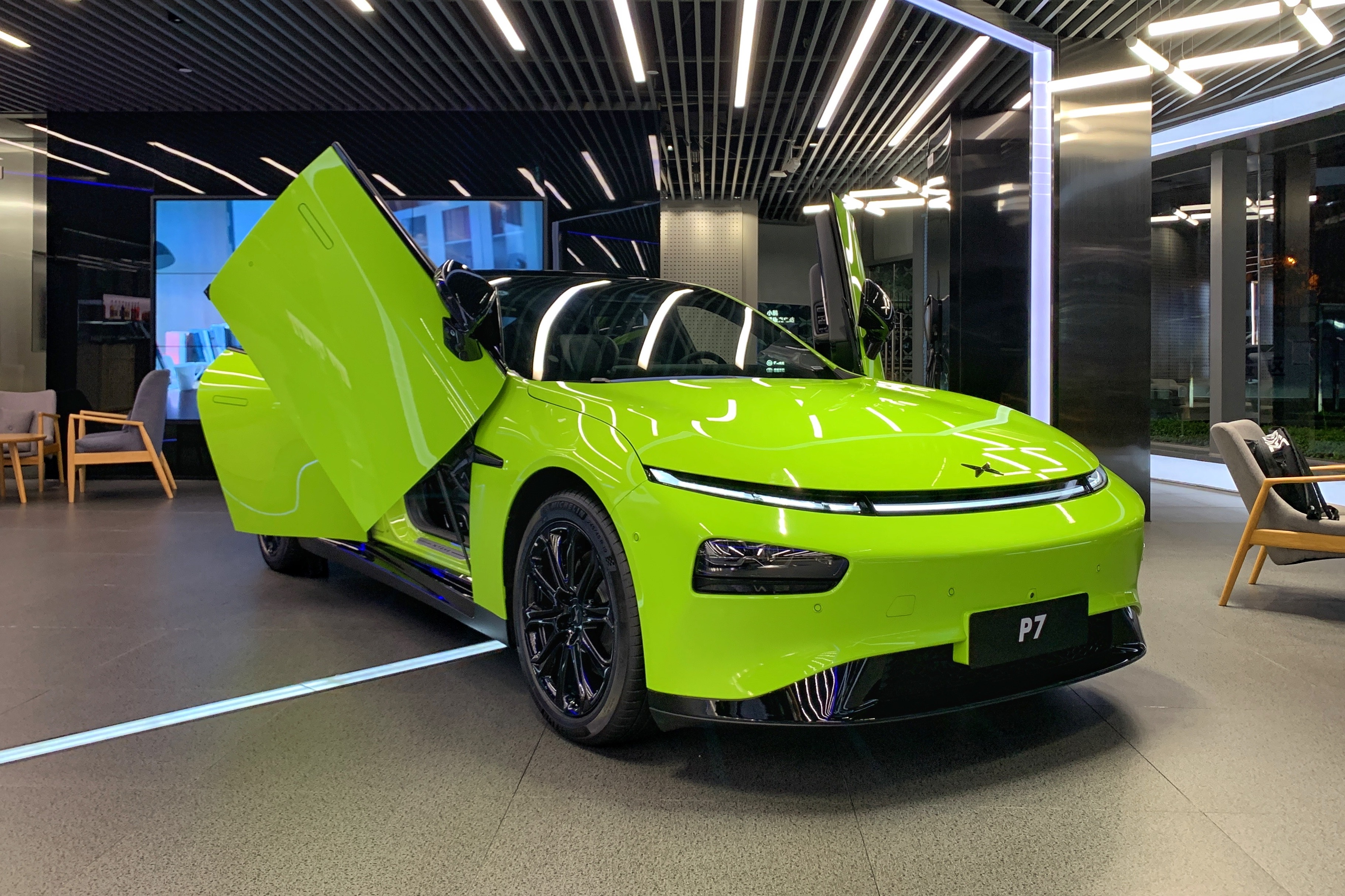
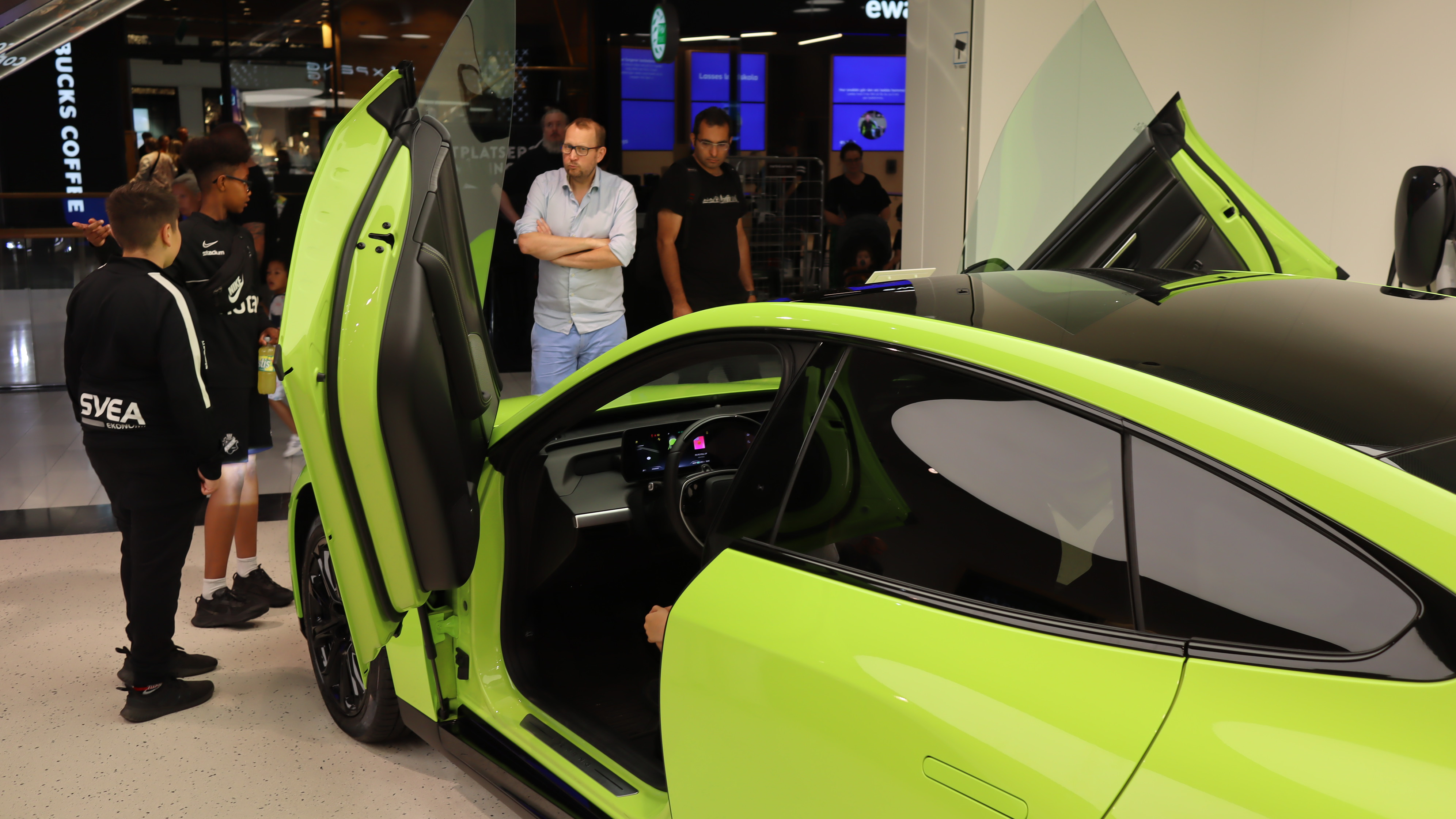

## Модифікації
- P7 RWD 266 к.с. 390 Нм (05/2020–03/2023)
- P7i 702 RWD 276 к.с. 440 Нм (з 03/2023)
- P7 4WD 266+163 к.с. 655 Нм (05/2020–03/2023)
- P7i 610 4WD 276+197 к.с. 757 Нм (з 03/2023)

## Друге покоління (E29; 2025)
Перші зображення P7 другого покоління були опубліковані XPeng 14 травня 2025 року після того, як дизайнер XPeng Рафік Ферраг опублікував тизер-відео моделі напередодні. 
За даними XPeng, очікується, що його запуск відбудеться у третьому кварталі 2025 року, у липні-серпні, і він призначений для світових ринків. 
Хоча у седана P7+, з яким він продаватиметься разом, пріоритетом є внутрішній простір для сімейного використання, P7 відрізняється зосередженням на технологіях та продуктивності. 
Зовнішній вигляд P7 другого покоління вирізняється лінією даху у формі фастбека, новою передньою світловою підписом, задніми світловими панелями на всю ширину, вбудованими дверними ручками, безрамковими бічними дзеркалами та заднім спойлером з електроприводом. 
Він базується на платформі E від XPeng, яку також використовує G9.
Друге покоління P7 має стати дебютною моделлю для власно розробленого компанією XPeng чіпа Turing ADAS, який здатний на 700 TOPS. Його оновлена контрольована система автономного водіння не матиме LiDAR, як P7+, представлений наприкінці 2024 року. 